# Anselmo Marsand
Anselmo Marsand   (Murano, 14 d'agost de 1769 - Pàdua, 4 de gener de 1841) fou un compositor italià.
Deixeble de Furlanetto, el qual li ensenyà el contrapunt, arribà a ser un dels músics més eminents de l'escola clàssica veneciana. Era monjo benedictí del monestir de Sant Miquel de Murano (al costat de Venècia). El 1828 succeí a Calegari en el càrrec de mestre de capella de Sant Antoni de Pàdua, on entre d'altres alumnes havia tingut el venecià Pietro Tonassi. Es diu que les seves composicions passen de 600, pertanyents totes al gènere religiós, figurant entre elles: Veni creator, a quatre veus, que fou executat en la elecció de Pius VII, un Te Deum, diverses Misses, i els salm Exaltabo te, Domine, que fou molt discutit per alguns crític, el que motivà que Marsand escrivís un opuscle defensant-se d'aquells atacs, titulat: Marsand sopra gli articoli...usciti contro il suo salmo, etc. (Venècia, 1838).